# Янги-Юль
Янги-Юль (кирг. Янги-Юль) — село в Араванском районе Ошской области Кыргызстана. Входит в состав Тепе-Коргонского айылного аймака.

## География
Село расположено в западной части области, на расстоянии приблизительно 11 километров (по прямой) к северо-западу от села Араван, административного центра района. Абсолютная высота — 564 метра над уровнем моря.

## Население
Согласно оценочным данным Национального статистического комитета Кыргызской Республики, численность населения села на начало 2023 года составляла 3035 человек.
| год     | 2009 | 2014 | 2015 | 2020 | 2021 | 2023 |
| ------- | ---- | ---- | ---- | ---- | ---- | ---- |
| человек | 2206 | 2306 | 2361 | 3129 | 2976 | 3035 |